# برونو سوریچ
برونو سوریچ (ایتالیایی: Bruno Sorich; ۱۶ مهٔ ۱۹۰۴ – ۷ ژوئن ۱۹۴۲) قایقران روئینگ اهل پادشاهی ایتالیا بود.
وی در مسابقات کشوری و بین‌المللی در مجموع برندهٔ ۱ مدال طلا، ۱ مدال نقره، ۱ مدال برنز شده‌است.